# Алампа
Анемподи́ст Ива́нович Софро́нов (якутское произношение имени Алампа; 2 (14) ноября 1886 год, 1-й Жохсогонский наслег, Ботурусский улус, Якутская область — 24 октября 1935) — якутский прозаик и поэт; драматург, первый теоретик и критик якутского театра. Основоположник якутской драматургии. Один из основоположников якутской литературы, общественный деятель.

## Биография
Родился 2 (14) ноября 1886 года в 1-м Жохсогонском наслеге Ботурусского улуса Якутского округа Якутской области Российской империи. С 1907 года работал в типографии газеты «Якутский край», сотрудничал в журнале «Саха саҥата», был руководителем театрального дела в республике (1909—1927), председателем культурно- просветительного общества «Саха Омук», редактором первой советской газеты на якутском языке «Манчары» (1921—1922), был членом- учредителем Якутского Научного Исследовательского Общества «Саха Кэскилэ» (1925). В 1925 по инициативе А. И. Софронова и П. А. Ойунского был предложен проект открытия картинной галереи в г. Якутске. В 1926 году Софронов стал основателем и редактором первого литературно- художественного журнала «Чолбон», первым директором Саха театра и председателем Госкино республики.
С 1925 года работал в якутской секции Центрального издательства. В Москве выходят отдельными книжками его драматические произведения. Софронов делегируется правительством Якутии в Ленинград на празднование 200-летия Академии наук СССР, участвует в работе Первого тюркологического съезда в Баку.
В 1927 году был арестован и заключён в Новосибирской, затем Казанской, Бутырской тюрьмах по сфабрикованному «делу конфедералистов». Постановлением от 29 октября 1928 г. по ст. 58-11 уголовного кодекса РСФСР за участие в работе контрреволюционной организации приговорён к 5 годам заключения в Соловецком концентрационном лагере.
Умер А. И. Софронов — Алампа 24 декабря 1935 года от туберкулеза.
Был захоронен на Центральном кладбище г. Якутска. 15 августа 2012 года по решению общественности Таттинского улуса на основании приказов Министерства культуры РФ и Министерства культуры и духовного развития РС(Я) был перезахоронен на родине в местности Хадаайы на территории музея-заповедника «Таатта» (с. Ытык-Кюёль).
Реабилитирован 15.11.1962 Президиумом Верховного суда Якутской АССР на основании надзорного протеста Прокуратуры СССР (постановление КОГПУ от 29.10.28 отменено и дело прекращено за недоказанностью обвинения).

## Семья
Супруга- актриса Саха театра Евдокия Константиновна Яковлева (1891—1971), дочь Прасковья (1909—1935).

## Творчество
Первое стихотворение «Төрөөбүт дойду» (Родной край) напечатано в 1912 г. Самую известную свою драму «Дьадаҥы Дьаакып» (Бедный Яков) написал в 1914 году. Из драм, написанных в советское время, выделяется пьеса «Бүдүрүйбүт көммөт» (Споткнувшийся не выпрямляется). Пьесы Алампа сыграли огромную роль в развитии национального театра.
Поэтом написано более 150 стихотворений, критики отмечают, что он ввёл лирическую струю в якутскую поэзию. Отдельные песни стали популярными и поются по сей день. Песня «Саха ырыата» (Песня саха) использовалась повстанцами в Гражданскую войну в Якутии в качестве гимна.
Сатирические рассказы писателя принадлежат к числу лучших в якутской прозе.
В качестве переводчика писатель обращался к творчеству классиков русской литературы И. Крылова, Л. Толстого, А. Чехова. Перевёл «Разгром» А. Фадеева.
Переводы пьес: «От ней все качества» Л. Толстого, «Недоросль» Д. Фонвизина, «Медведь» и «Предложение» А. Чехова и другие.
Пьесы, поставленные на сцене Якутского театра: «Олох оонньуура» («Игра жизни») — постановки Д. Большева, В.Фомина; « Манчаары» — постановки А.Софронова, К. Гоголева, Ф. Потапова; «Эргэ сүктэр кыыс» («Девушка, выходящая замуж») — режиссёр Д. Большев; «Олох дьэбэрэтэ» («Тина жизни»)- постановки Д. Большева, В. Местникова, Н. Слепцова; «Дьадаҥы Дьаакып» («Бедный Яков») — постановки С. Григорьева, Ф.Потапова; «Таптал» («Любовь») — постановки Д. Большева, П. Васильева, С. Григорьева, Н. Слепцова, Ф. Потапова; "Кэччэгэй кэриэһэ суох " («Скупой без завещания») — постановка Д. Большева; «Бүдүрүйбүт» («Споткнувшйся») — режиссёр А. Борисов; «Уйбааныс» — постановки Д. Большева, Е. Степанова и др.
В 1986 г. в Якутском государственном драматическом театре им. П. А. Ойунского поставлен спектакль «Алампа, Алампа…» Н. Лугинова, посвящённый трагической судьбе А. И. Софронова — режиссёр А. Борисов.
Анемподист Софронов оставил завещание о передаче всего своего литературного наследия Союзу писателей Якутии, из выручаемых средств литературного наследства высказал пожелание учредить постоянную премию его имени за лучшее драматическое произведение на якутском языке.

## Память
- Имя Анемподиста Ивановича Софронова присвоено:

Ытык-Кюёльской средней школе Таттинского улуса;
улицам села Боробул Таттинского улуса, п. Ытык-Кюёль, г. Якутска.
- Объекты культурного наследия регионального значения Республики Саха (Якутия)[5]:

Сэргэ — якутская коновязь, поставленная А. И. Софроновым (с. Усть-Оленёк, Булунский улус; постановление СМ ЯАССР от 31.12.1976, № 484, приложение № 2);
Могила А. И. Софронова (находится в местности Хадаайы на территории музея-заповедника «Таатта» села Ытык-Кюёль; постановление Правительства РС(Я) № 270 от 12.05.2005);
Жилой дом писателя, конец XIX в. (восстановлен по обмерным чертежам архитектором М. С. Алексеевой; находится в черте квартала «Старый город» в Якутске; постановление Правительства РС(Я) № 270 от 12.05.2005).

### На якутском языке
- Дьадаҥы Дьаакып — Якутск: Книжное издательство, 1924. — 54 с.
- Манчаары: Драма. — М.: Центриздат народов СССР, 1926. — 88 с.
- Оонньуулар: Пьесы. — М. 1926. — 72 с.
- Бүдүрүйбүт көммөт: Пьеса. — М.: ЦИН СССР, 1927. — 55 с.
- Олох дьэбэрэтэ: Пьеса. — М., 1927. — 56 с.
- Таптал: Пьеса. — М. 1927. — 42 с.
- Талыллыбыт айымньылар (Избранное) — Якутск: Якутское книжное издательство, 1959. — 443 с.
- Талыллыбыт айымньылар (Избранные произведения) — Якутск: Книжное издательство, 1964—65, 2 тома, Т. 1 — 420 с., — Т. 2 — 444 с.
- Төрөөбүт дойду: Стихотворения. Якутск, 1966
- Туллук-туллук доҕоттор: Стихи для детей. — Якутск: Книжное издательство, 1974. — 24 с.
- Хоһооннор, поэмалар. Стихи и поэмы. — Якутск: Книжное издательство, 1976. — 328 с.
- Куоратчыт. Рассказы — Якутск: Книжное издательство, 1978. — 20 с.
- Драмалар. Драмы — Якутск: Книжное издательство, 1986. — 392 с.
- Хоһооннор, кэпсээннэр. Стихи и рассказы. — Якутск: Книжное издательство, 1987. — 78 с.
- Ырыа быстыыта хоһоон. Стихи. ИГИ АН РС(Я), Якутск: Сахаполиграфиздат, 1996. — 399 с.

### На русском языке
Северная ночь: Стихи / Пер., сост. и примеч. В. Солоухина. — М.: Советская Россия, 1984. — 175 с.